# 6月16日
6月16日（ろくがつじゅうろくにち）は、グレゴリオ暦で年始から167日目（閏年では168日目）にあたり、年末まであと198日ある。

## できごと

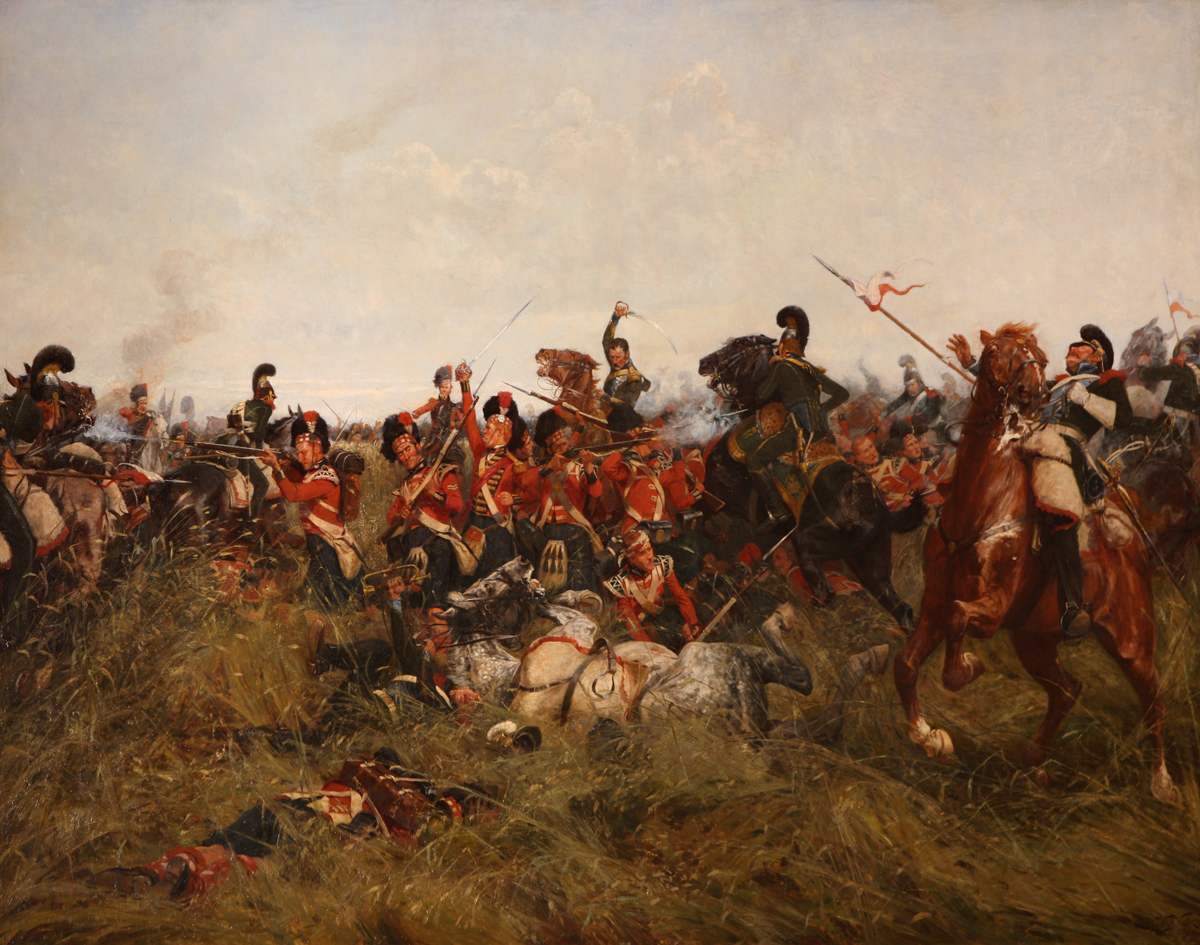
1815年フランス戦役、カトル・ブラの戦い(1815)

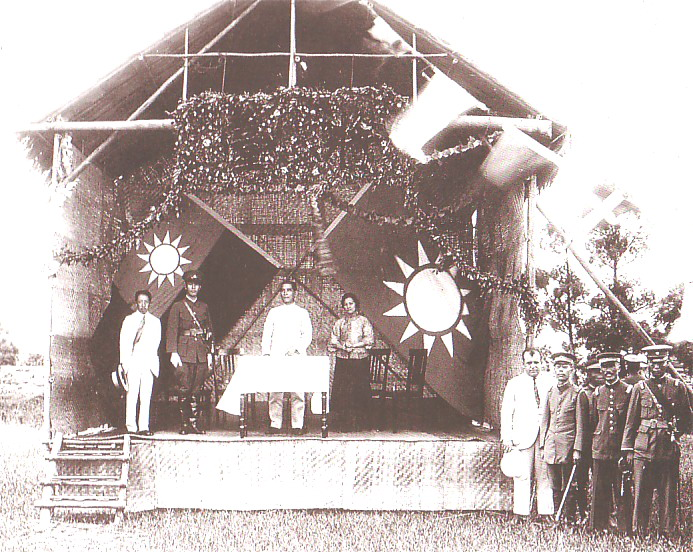
中華民国の黄埔軍官学校開校(1924)。

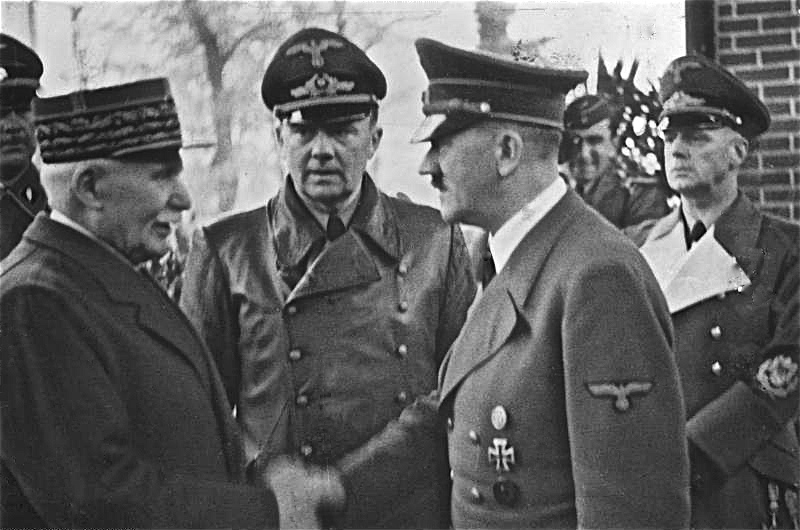
フィリップ・ペタン、ヴィシー政府首相に就任(1940)。画像は10月ヒトラーと握手するペタン。

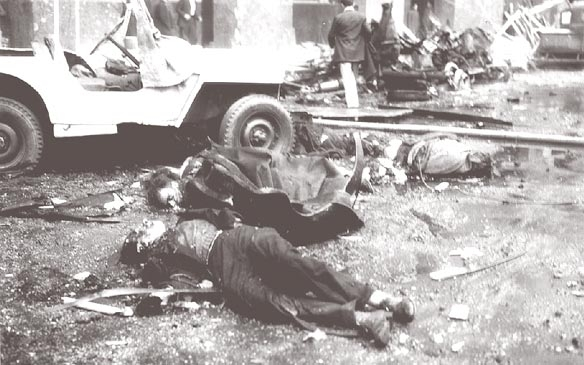
アルゼンチン大統領ファン・ペロンの集会に海軍機が爆弾を投下(1955)

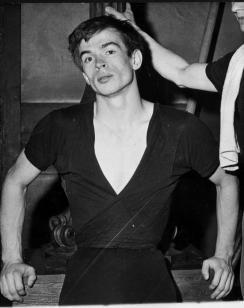
ソ連のバレエダンサールドルフ・ヌレエフ、パリで亡命(1961)

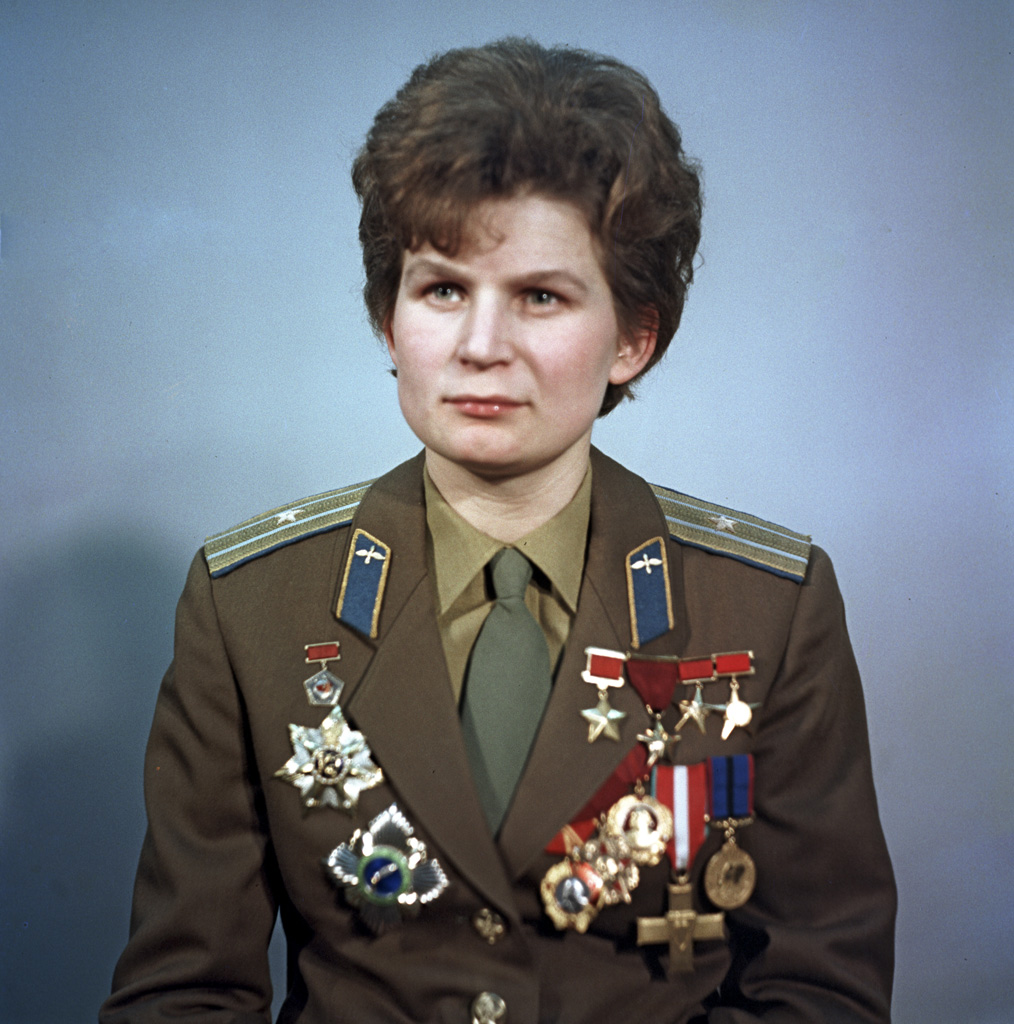
女性初の宇宙飛行士ワレンチナ・テレシコワの乗るボストーク6号打ち上げ(1963)

- 1487年 - 薔薇戦争: ストーク・フィールドの戦い。
- 1662年（寛文2年5月1日） - 寛文近江・若狭地震起こる。
- 1745年 - オーストリア継承戦争・ジョージ王戦争: ウィリアム・ペッパーレル（英語版）率いるニューイングランド軍がフランス側のルイブール要塞を陥落させる。
- 1746年 - オーストリア継承戦争: ピアチェンツァの戦い。
- 1815年 - 1815年フランス戦役: カトル・ブラの戦い、リニーの戦い
- 1846年 - コンクラーヴェでジョバンニ・フェレッティが次期ローマ教皇に選出され、ピウス9世となる。
- 1858年 - エイブラハム・リンカーンがイリノイ州スプリングフィールドで「分裂した家」演説（英語版）を行う。
- 1889年 - 官設鉄道・大船駅－横須賀駅間（現在の横須賀線）が開業。
- 1897年 - アメリカ・ハワイ併合条約調印。
- 1903年 - ヘンリー・フォードらがフォードを設立。
- 1903年 - ノルウェーの探検家ロアール・アムンセンが北西航路への航海に出発。3年後、史上初の北西航路通過に成功
- 1904年 - フィンランド総督ニコライ・ボブリコフがオイゲン・シャウマンにより暗殺。翌日未明に死亡。
- 1911年 - 現在のIBMの前身である「C-T-R社」が設立。
- 1924年 - 中華民国広州で、中国国民党の孫文が黄埔軍官学校を設立。
- 1929年 - 北海道駒ヶ岳が爆発。
- 1932年 - 第一次世界大戦のドイツの賠償についてのローザンヌ会議が開幕（7月9日まで）。事実上の賠償金支払い停止が決定される。
- 1940年 - 第二次世界大戦: フィリップ・ペタンがヴィシー・フランスの首相に就任。
- 1942年 - 第二次世界大戦: 日本軍がガダルカナル島に上陸。
- 1953年 - 東ベルリン暴動。
- 1955年 - マヨ広場の惨劇（スペイン語版）：「離婚法」を制定してカトリック教会と対立したアルゼンチンのフアン・ペロン大統領の集会に海軍機が爆弾を投下。
- 1958年 - ハンガリー動乱時にソ連侵攻に抵抗したハンガリーの元首相ナジ・イムレらが、KGBの秘密裁判により処刑される。
- 1961年 - ソ連のバレエダンサー・ルドルフ・ヌレエフが海外公演中にパリのル・ブルジェ空港で亡命。
- 1961年 - 東京都杉並区善福寺に都立公園「善福寺公園」開園。
- 1963年 - ソ連で、女性初の宇宙飛行士ワレンチナ・テレシコワが搭乗する「ボストーク6号」が打ち上げられる。
- 1964年 - 新潟地震発生。
- 1965年 - 黒い雪事件: 武智鉄二監督の映画『黒い雪』が猥褻容疑で摘発され、フィルムを押収。
- 1967年 - カリフォルニア州モントレーでモントレー・ポップ・フェスティバルが始まる。6月18日まで。
- 1968年 - 横須賀線電車爆破事件。
- 1970年 - 山口県下関港と韓国釜山港を結ぶ関釜フェリーが運航開始[1]。
- 1970年 - 静岡県、岐阜県で集中豪雨。熱海市で民家裏の擁壁が崩れ2人が死亡、恵那市で民家裏の宅地造成中の山が崩れ2人死亡。静岡県内の床上・床下浸水800戸以上[2]。
- 1972年 - 国連人間環境会議の最終日に人間環境宣言を採択。
- 1972年 - ドイツ赤軍の創設者の1人・ウルリケ・マインホフが逮捕される。
- 1974年 - 毎日新聞朝刊に東海林さだおの4コマ漫画『アサッテ君』が連載開始。
- 1976年 - ソウェト蜂起。南アフリカのソウェトで黒人学生のデモが暴動に発展。
- 1977年 - ソ連の最高指導者レオニード・ブレジネフが最高会議幹部会議長を兼任。
- 1977年 - ラリー・エリソンらがSoftware Development Laboratories（SDL、現在のオラクルコーポレーション）を設立。
- 1983年 - ユーリ・アンドロポフがソ連最高幹部会議長となる。
- 1989年 - ナジ・イムレの遺体の再埋葬式が行われ、ナジの名誉が回復される。
- 1992年 - 世界初の超電導電磁推進船「ヤマト-1」が進水。超電導電磁推進による初航行。
- 2005年 - 日本で介護保険法改正法案可決。
- 2011年 - 皆既月食が観察される。
- 2011年 - 中日ドラゴンズ投手の岩瀬仁紀が、日本プロ野球新記録となる通算287セーブを達成。
- 2016年 - イギリスでジョー・コックスが銃撃され、死亡[3]。
- 2016年 - 中国本土で初のディズニーパークとなる上海ディズニーランドがオープン。
- 2019年 - トヨタがル・マン24時間レースで優勝。2連覇[4]。
- 2019年 - 吹田警察署千里山交番警察官襲撃事件。
- 2022年 - Internet Explorerのサポートが終了。
- 2023年 - としまえんの跡地にハリー・ポッターの屋内型テーマ施設「ワーナーブラザース スタジオツアー東京 ‐ メイキング・オブ・ハリー・ポッター」が開業。

## 誕生日

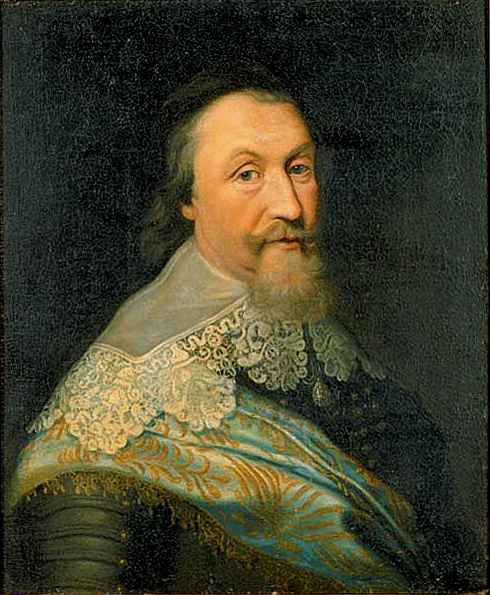
スウェーデンの名宰相、アクセル・オクセンシェルナ(1585-1654)誕生。

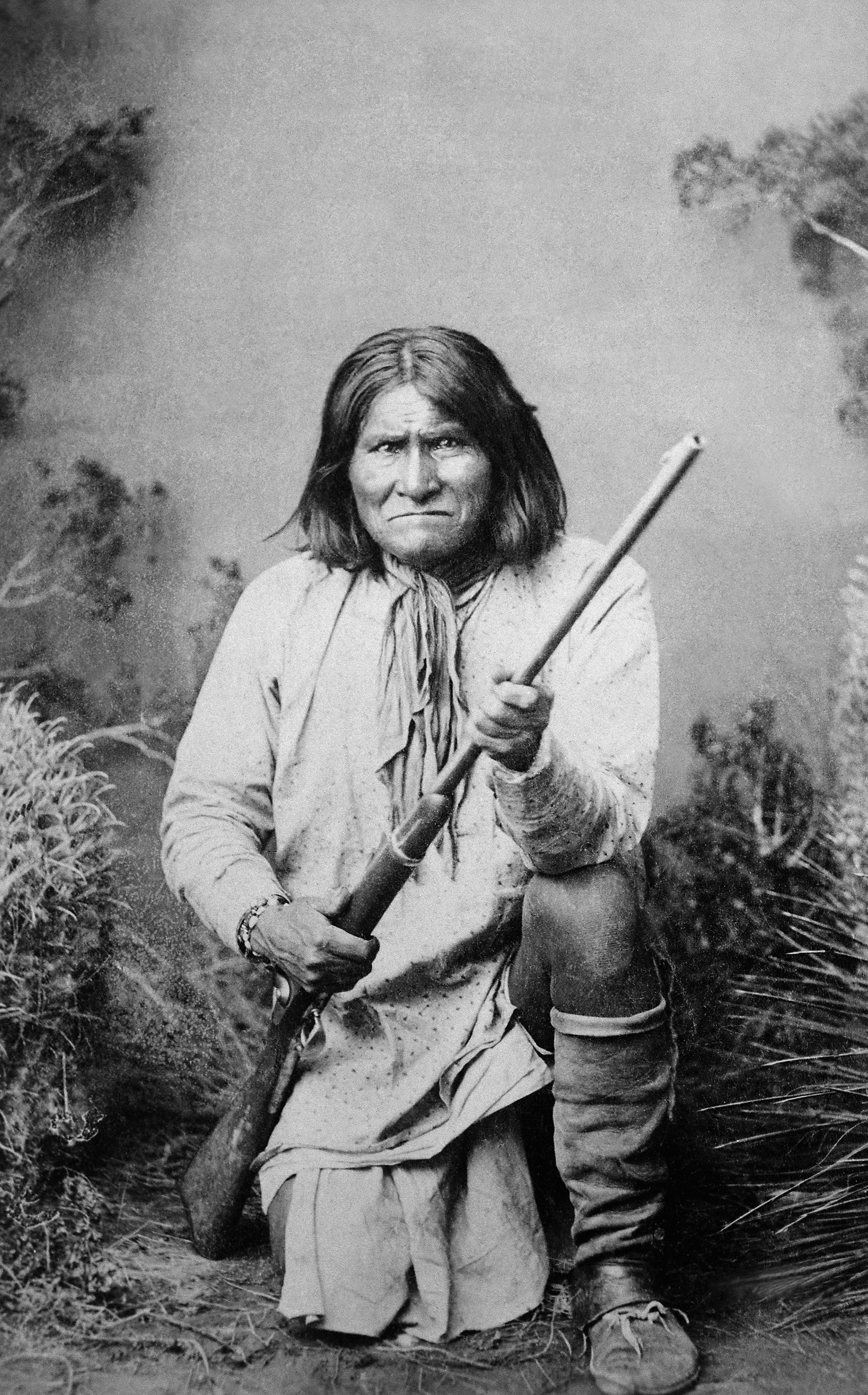
アパッチ族のシャーマン、ジェロニモ(1829-1909)誕生。

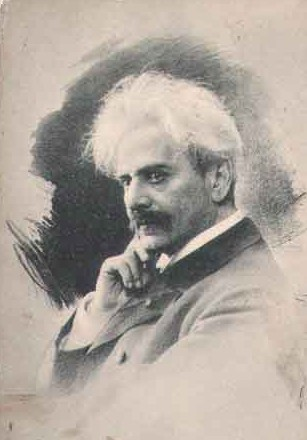
チェロ奏者・作曲家、ダーヴィト・ポッパー(1843-1913)誕生。

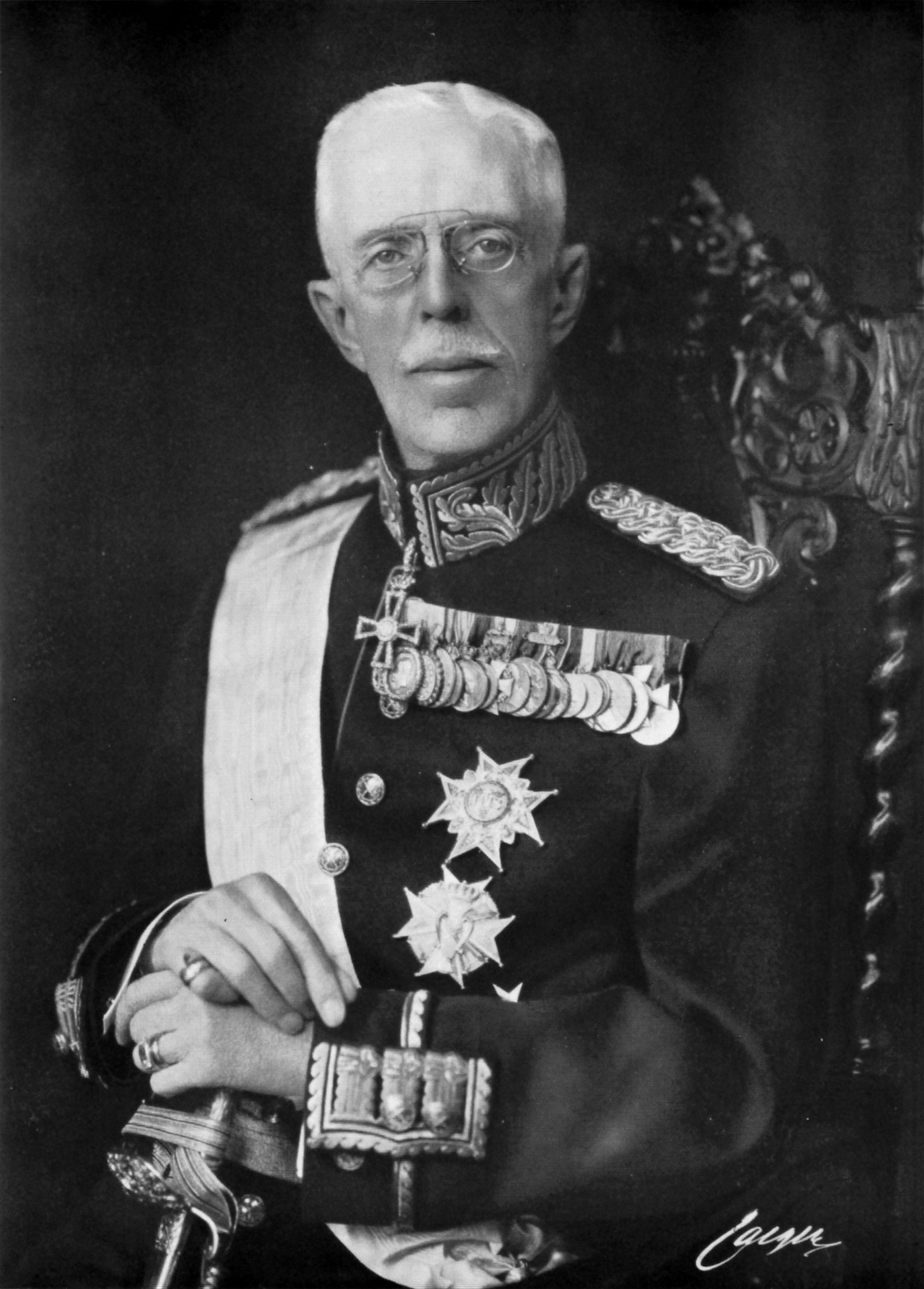
スウェーデン王グスタフ5世(1858-1950)誕生。

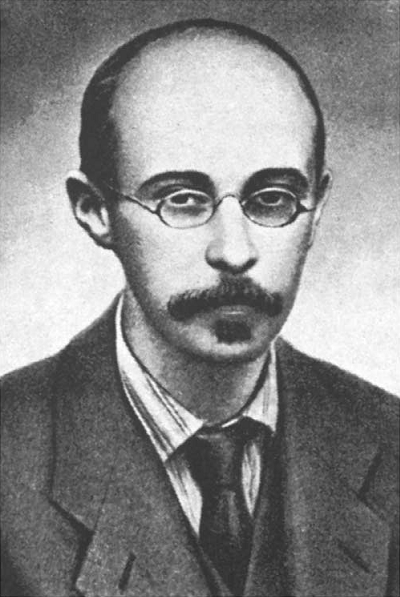
宇宙学者アレクサンドル・フリードマン(1888-1925)誕生。膨張宇宙モデルをフリードマン方程式の解として定式化。

タイ王国第14代首相、サリット・タナラット(1908-1963)誕生。

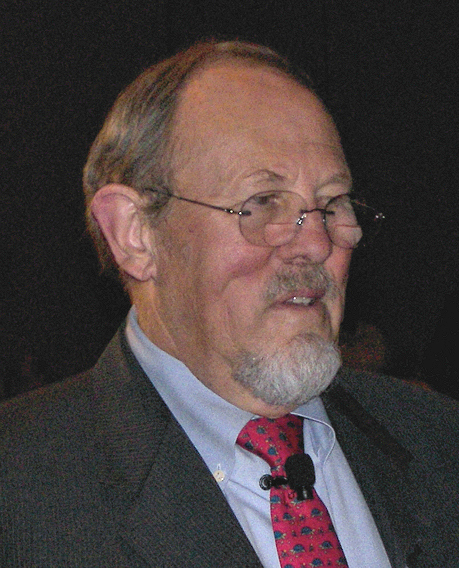
資本資産価格モデルの考案者の1人、経済学者ウィリアム・シャープ(1934-)誕生。

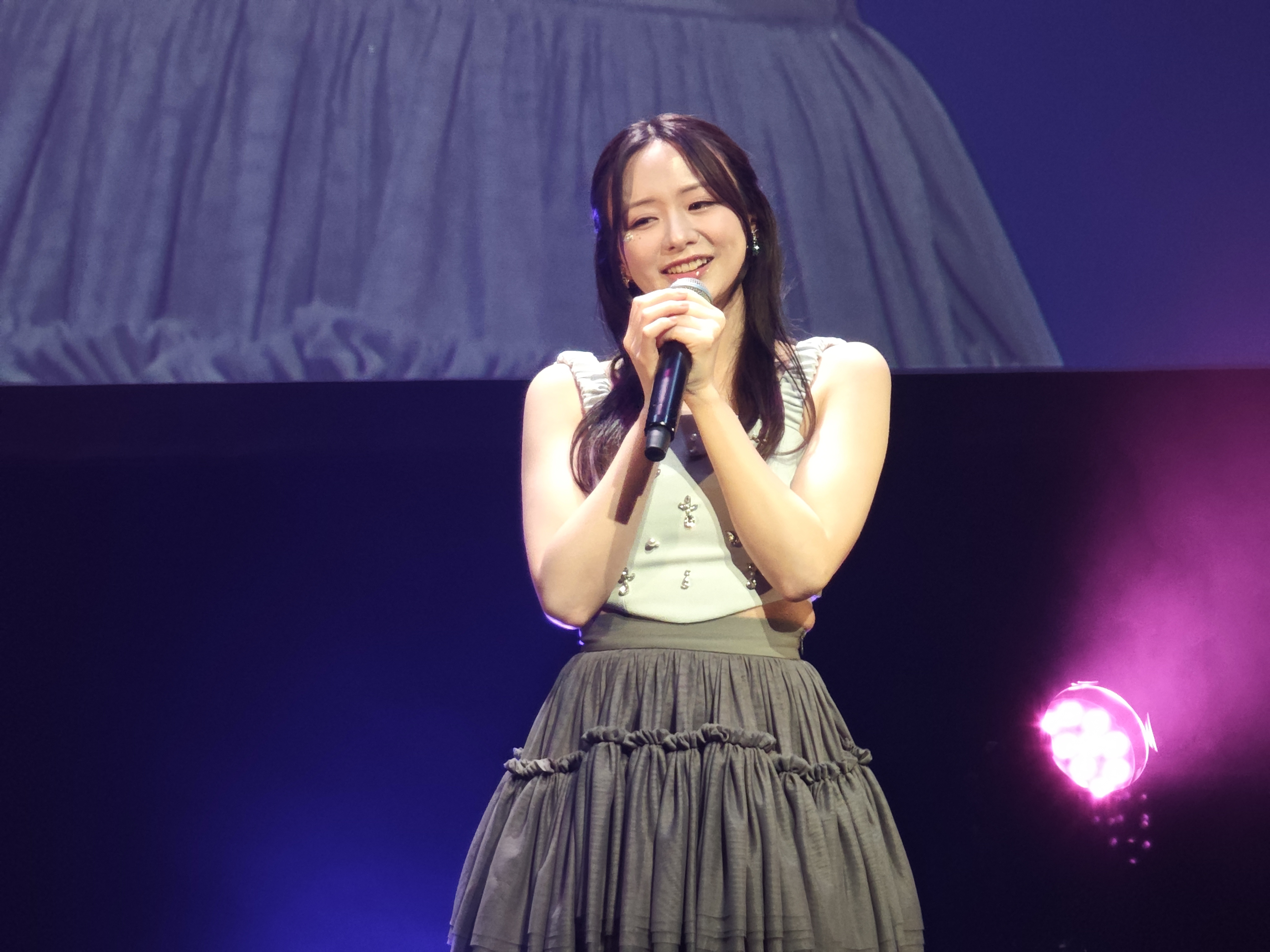
アナウンサー、タレント森香澄(1995-)誕生。

- 1139年（保延5年5月18日） - 近衛天皇、第76代天皇（+ 1155年）
- 1585年 - アクセル・オクセンシェルナ、スウェーデン宰相（+ 1654年）
- 1612年 - ムラト4世、第14代オスマン帝国スルタン（+ 1640年）
- 1644年 - ヘンリエッタ・アン・ステュアート、オルレアン公フィリップ1世の妃（+ 1670年）
- 1716年（正徳6年4月27日） - 細川宗孝、第5代熊本藩主（+ 1747年）
- 1727年（享保12年4月27日） - 柳沢保卓、第4代黒川藩主（+ 1774年）
- 1742年（寛保2年5月14日） - 板倉勝矩、第7代福島藩主（+ 1776年）
- 1773年 - ルイジ・ローランド、解剖学者（+ 1831年）
- 1776年（安永5年5月1日） - 大田原光清、第10代大田原藩主（+ 1821年）
- 1798年（寛政10年5月3日） - 鍋島直与、第8代蓮池藩主（+ 1864年）
- 1805年 - ユリウス・フレーベル、地質学者、政治家（+ 1893年）
- 1824年（文政7年5月20日） - 松平信発、第9代吉井藩主（+ 1890年）
- 1828年（文政11年5月5日） - 広瀬宰平、実業家（+ 1914年）
- 1829年 - ジェロニモ、アメリカインディアン・アパッチ族のシャーマンの1人（+ 1909年）
- 1836年（天保7年5月3日） - 池田章政、第10代岡山藩主（+ 1903年）
- 1843年 - ダーヴィト・ポッパー、チェロ奏者、作曲家（+ 1913年）
- 1845年（弘化2年5月12日） - 三好退蔵、弁護士、検事総長、大審院院長（+ 1908年）
- 1850年（嘉永3年5月7日） - 西尾忠篤、第8代横須賀藩主・子爵（+ 1910年）
- 1851年 - ゲオルク・イェリネック、法学者（+ 1911年）
- 1852年（嘉永5年4月29日） - 松平信正、第8代丹波亀山藩主・子爵（+ 1909年）
- 1857年（安政4年5月25日） - 山下りん、画家（+ 1939年）
- 1858年 - グスタフ5世、スウェーデン国王（+ 1950年）
- 1869年（明治2年5月7日） - 松本文三郎、仏教学者、京都帝国大学名誉教授（+ 1944年）
- 1884年 - 荻原井泉水、俳人（+ 1976年）
- 1884年 - 鈴木芳如、俳人（+ 1972年）
- 1888年 - アレクサンドル・フリードマン、宇宙物理学者（+ 1925年）
- 1890年 - 陳寅恪、歴史学者（+ 1969年）
- 1890年 - スタン・ローレル、喜劇俳優（ローレル&ハーディ）（+ 1965年）
- 1897年 - ゲオルク・ウィッティヒ、化学者（+ 1987年）
- 1897年 - 石森延男、児童文学者（+ 1987年）
- 1898年 - レナード・ハウエル、ラスタファリ運動家（+ 1981年）
- 1896年 - マレイ・ラインスター、SF作家（+ 1975年）
- 1902年 - バーバラ・マクリントック、遺伝学者（+ 1992年）
- 1902年 - ジョージ・ゲイロード・シンプソン、古生物学者（+ 1984年）
- 1902年 - 平井呈一、編集者、翻訳家（+ 1976年）
- 1903年 - 芝田新、俳優（+ 没年不詳）
- 1906年 - コロキ・マフタ、マオリ王（+ 1966年）
- 1908年 - 城戸久、建築学者、名古屋工業大学名誉教授（+ 1979年）
- 1908年 - サリット・タナラット、タイ首相（+ 1963年）
- 1909年 - ヴィリー・ボスコフスキー、ヴァイオリニスト、指揮者（+ 1991年）
- 1910年 - フアン・ベラスコ・アルバラード、ペルー大統領（+ 1977年）
- 1911年 - 煤孫伝、プロ野球選手（+ 没年不詳）
- 1913年 - 中村日出夫、空手家（+ 2013年）
- 1915年 - マリアーノ・ルモール、政治家、イタリア首相（+ 1990年）
- 1917年 - アーヴィング・ペン、写真家（+ 2009年）
- 1925年 - 加藤茂雄、俳優（+ 2020年）
- 1925年 - 佐田武夫、実業家、元佐田建設社長（+ 2008年）
- 1926年 - 内藤武敏、俳優（+ 2012年）
- 1926年 - 森田功、医師、作家（+ 1998年）
- 1927年 - 林義郎、政治家（+ 2017年）
- 1928年 - 中西龍、アナウンサー（+ 1998年）
- 1928年 - 露崎元弥、プロ野球審判員、プロボクサー（+ 2009年）
- 1930年 - ヴィルモス・スィグモンド、撮影監督（+ 2016年）
- 1932年 - 鬼沢慶一、芸能リポーター（+ 2021年）
- 1932年 - オレグ・プロトポポフ、フィギュアスケート選手（+ 2023年）
- 1933年 - 高原須美子、経済評論家、政治家（+ 2001年）
- 1933年 - ケン・ジョンソン、プロ野球選手（+ 2015年）
- 1934年 - 藤川桂介、小説家
- 1934年 - 増本一郎、元プロ野球選手
- 1934年 - ウィリアム・シャープ、経済学者
- 1935年 - ジム・ダイン、美術家
- 1936年 - 有吉洋雅、元プロ野球選手
- 1937年 - 桜町弘子、女優
- 1937年 - シメオン・サクスコブルクゴツキ、ブルガリア国王・首相
- 1937年 - エリック・シーガル、小説家（+ 2010年）
- 1938年 - 追風山裕邦、大相撲力士（+ 2014年）
- 1938年 - ジョイス・キャロル・オーツ、作家
- 1939年 - 山本晋也、映画監督
- 1939年 - ハインツ・テーザー、建築家（+ 2024年）
- 1940年 - 大橋歩、イラストレーター、デザイナー
- 1940年 - 真樹日佐夫、劇作家、空手家（+ 2012年）
- 1942年 - ジャコモ・アゴスチーニ、モーターサイクルロードレーサー
- 1942年 - 靑葉昌幸、元陸上競技選手、指導者
- 1944年 - 高見山大五郎、元大相撲力士、年寄12代東関
- 1944年 - 小倉清一郎、高校野球指導者
- 1946年 - ジェラール・グリゼー、作曲家（+ 1998年）
- 1946年 - 萩田光雄、作曲家、音楽プロデューサー
- 1947年 - 武論尊（史村翔）、漫画原作者
- 1948年 - ねじめ正一、詩人、小説家
- 1950年 - 石橋寛久、政治家、元愛媛県宇和島市長
- 1951年 - 酒井光治、元俳優
- 1951年 - ロベルト・デュラン、プロボクサー
- 1952年 - ゲオルギオス・アンドレアス・パパンドレウ、ギリシャ外相
- 1952年 - ジノ・ヴァネリ、シンガーソングライター
- 1953年 - 凸凹一番、漫才師（凸凹一番・二番）
- 1955年 - Char、ミュージシャン
- 1955年 - 竹口幸紀、元プロ野球選手
- 1956年 - 笠原倫、漫画家
- 1956年 - 藤原帰一、国際政治学者
- 1957年 - 茂本ヒデキチ、イラストレーター
- 1957年 - なりたもえこ、漫画家
- 1958年 - 葉山たけし、ミュージシャン、編曲家
- 1958年 - 東陽片岡、漫画家、イラストレーター
- 1958年 - 田口三昭、実業家、バンダイナムコホールディングス会長
- 1959年 - 水木薫、俳優
- 1960年 - 石川みゆき、フリーアナウンサー
- 1959年 - 三谷光男、政治家
- 1961年 - 松浦雅也、ミュージシャン
- 1961年 - 林泰宏、元プロ野球選手
- 1962年 - アーノルド・ヴォスルー、俳優
- 1962年 - フェミ・クティ、ミュージシャン
- 1962年 - 宮城弘明、元プロ野球選手
- 1962年 - ウォーリー・ジョイナー、元プロ野球選手
- 1963年 - 甲斐智枝美、歌手、タレント（+ 2006年）
- 1963年 - 池井戸潤、小説家
- 1963年 - ほんこん、お笑いタレント（130R）
- 1963年 - ジェームズ・フォリントン、プロレスラー
- 1964年 - 仲田幸司、元プロ野球選手
- 1964年 - 西岡剛、元プロ野球選手
- 1965年 - 中野龍雄、プロレスラー
- 1965年 - 世田壱恵、俳優、声優
- 1966年 - 星野英彦、ミュージシャン（BUCK-TICK）
- 1966年 - 森本和義、政治家
- 1966年 - 山路哲生、アマチュア野球指導者
- 1966年 - インディラ・ラディッチ、ポップ・フォーク歌手
- 1966年 - ヤン・ゼレズニー、陸上競技選手
- 1967年 - ユルゲン・クロップ、元サッカー選手、指導者
- 1968年 - 高野直子、声優
- 1968年 - 高畠勉、サッカー指導者
- 1968年 - もこな、漫画家（CLAMP）
- 1969年 - 折原昌夫、プロレスラー
- 1969年 - 三遊亭小圓朝（四代目）、落語家（+ 2018年）
- 1970年 - フィル・ミケルソン、プロゴルファー
- 1970年 - クリフトン・コリンズ・Jr、俳優
- 1971年 - manzo（萬Z（量産型））、作詞家、作曲家、歌手
- 1971年 - 2パック、MC（+ 1996年）
- 1972年 - 土井雅弘、元プロ野球選手
- 1972年 - ジョン・チョー、俳優
- 1973年 - 花島寛己、元プロ野球選手
- 1973年 - ミシェル・パンセ・ビロング、元サッカー選手
- 1974年 - 柿沼和恵、陸上競技選手
- 1975年 - 弥生、歌手
- 1975年 - 金巻ともこ、小説家
- 1975年 - 山崎雄樹、アナウンサー
- 1975年 - 福岡誠志、政治家、広島県三次市長
- 1976年 - 鈴木太一、映画監督、脚本家
- 1976年 - 山田真哉、公認会計士、作家
- 1976年 - 嶋重宣、元プロ野球選手
- 1977年 - 千葉美苗、ミス・ユニバース日本代表
- 1977年 - ケリー・ウッド、元プロ野球選手
- 1978年 - 神田理江、声優
- 1978年 - 宮下裕樹、漫画家
- 1978年 - 竹森千人、お笑いタレント（フラミンゴ）
- 1978年 - 益子卓郎、お笑いタレント（U字工事）
- 1978年 - ダニエル・ブリュール、俳優
- 1979年 - 松本英子、歌手
- 1979年 - 小川裕介、元プロ野球選手
- 1979年 - 志田宗大、元プロ野球選手
- 1980年 - 容祖児（ジョイ・ヨン）、歌手、女優
- 1981年 - 福地教光、俳優
- 1981年 - 和賀勇介、お笑いタレント（トップリード）
- 1981年 - 高橋良太、実業家
- 1981年 - ジョー・ソーンダース、プロ野球選手
- 1982年 - 新井隆広、漫画家
- 1982年 - 高橋倫佑、デザイナー
- 1982年 - 橋本卓、サッカー選手
- 1982年 - 大松尚逸、元プロ野球選手
- 1982年 - 手嶌智、元プロ野球選手
- 1983年 - 万波佳奈、棋士
- 1983年 - 西千明、プロレスラー
- 1983年 - 柴小屋雄一、フットサル選手
- 1984年 - 中島裕希、サッカー選手
- 1984年 - ジョナサン・ブロクストン、野球選手
- 1984年 - 絵美里、ファッションモデル
- 1985年 - ソン・オンシク、総合格闘家
- 1985年 - の子、ミュージシャン（神聖かまってちゃん）
- 1985年 - パク・ビンナ、フィギュアスケート選手
- 1986年 - 瀬高哲雄、政治家、栃木県日光市長、元アイスホッケー選手
- 1986年 - 海渕萌、カヌー選手
- 1986年 - 都倉賢、プロサッカー選手
- 1986年 - ウルビー・エマヌエルソン、サッカー選手
- 1986年 - フェルナンド・ムスレラ、サッカー選手
- 1987年 - 鮫島彩、サッカー選手
- 1987年 - 森麗勇樹、大相撲力士
- 1987年 - アルキメデス・カミネーロ、プロ野球選手
- 1987年 - アウディ・シリアコ、プロ野球選手
- 1988年 - 大嶺祐太、元プロ野球選手
- 1988年 - ダヴィデ・ディ・ジェンナーロ、サッカー選手
- 1988年 - むらきゃみ、お笑いタレント（Aマッソ）
- 1988年 - 梶原有高、陸上選手
- 1989年 - 通山愛里、歌手、女優
- 1989年 - 津田大樹、元プロ野球選手
- 1989年 - 弦本悠希、元プロ野球選手
- 1989年 - エレーナ・グレボワ、フィギュアスケート選手
- 1990年 - 三谷怜央、俳優
- 1990年 - 矢島陽平、元プロ野球選手
- 1990年 - ジョン・ニューマン、歌手
- 1991年 - 石川貢、元プロ野球選手
- 1992年 - 福敬登、プロ野球選手
- 1992年 - 玉井大翔、プロ野球選手
- 1992年 - 牧全、元バスケットボール選手
- 1992年 - 市田孝、陸上選手
- 1992年 - 市田宏、陸上選手
- 1993年 - 前田希美、タレント、ファッションモデル
- 1993年 - 仮谷せいら、シンガーソングライター
- 1993年 - 田上大地、サッカー選手
- 1994年 - 高橋耕陽、バスケットボール選手
- 1995年 - 齊藤初音、アナウンサー
- 1995年 - 森香澄、アナウンサー、タレント
- 1995年 - 赤尾ひかる、声優
- 1995年 - 鈴木翔太、プロ野球選手
- 1995年 - ジョセフ・スクーリング、競泳選手
- 1996年 - 小島あやめ、ダンサー、タレント、元子役
- 1996年 - 佐藤寛太、俳優（劇団EXILE）
- 1996年 - 田中皓子、アイドル（元STU48）
- 1996年 - 名取くるみ、レースクイーン、モデル、グラビアアイドル
- 1996年 - 三浦紗津紀、サッカー選手
- 1997年 - 青木涼真、陸上選手
- 1997年 - 河田悠希、アーチェリー選手
- 1998年 - 堂安律、サッカー選手
- 1998年 - 岩田将貴、プロ野球選手
- 1998年 - 川真田紘也、バスケットボール選手
- 2001年 - 森永新菜、アイドル（アップアップガールズ（2））
- 2001年 - 髙橋馨希、サッカー選手
- 2002年 - ハンセル・マルセリーノ、プロ野球選手
- 2004年 - 田口翔大、元子役
- 2004年 - 齋藤璃佑、俳優
- 2004年 - 水宮枢、Vtuber（hololive DEV_IS FLOW GLOW）
- 2005年 - 田代すみれ、アイドル（元OCHA NORMA）
- 生年不詳 - 碧海さりお、女優、宝塚歌劇団星組
- 生年不詳 - 恋汐りんご、アイドル（バンドじゃないもん！MAXX NAKAYOSHI）
- 生年不詳 - 西原さおり、ナレーター、声優
- 生年不詳 - 岡本沙保里、声優
- 生年不詳 - 慶長佑香、声優
- 生年不詳 - いくたたかのん、原画家、漫画家、イラストレーター
- 生年不詳 - 森多ヒロ、漫画家

## 忌日

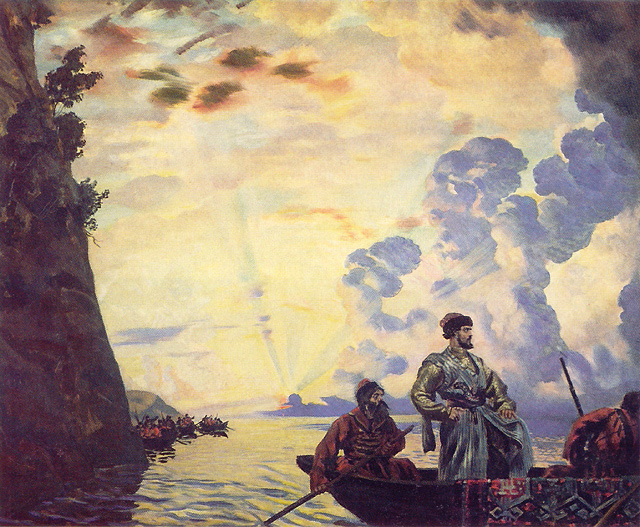
コサックのアタマンスチェパン・ラージン(1630-1671)刑死。画像はボリス・クストーディエフ画(1918)

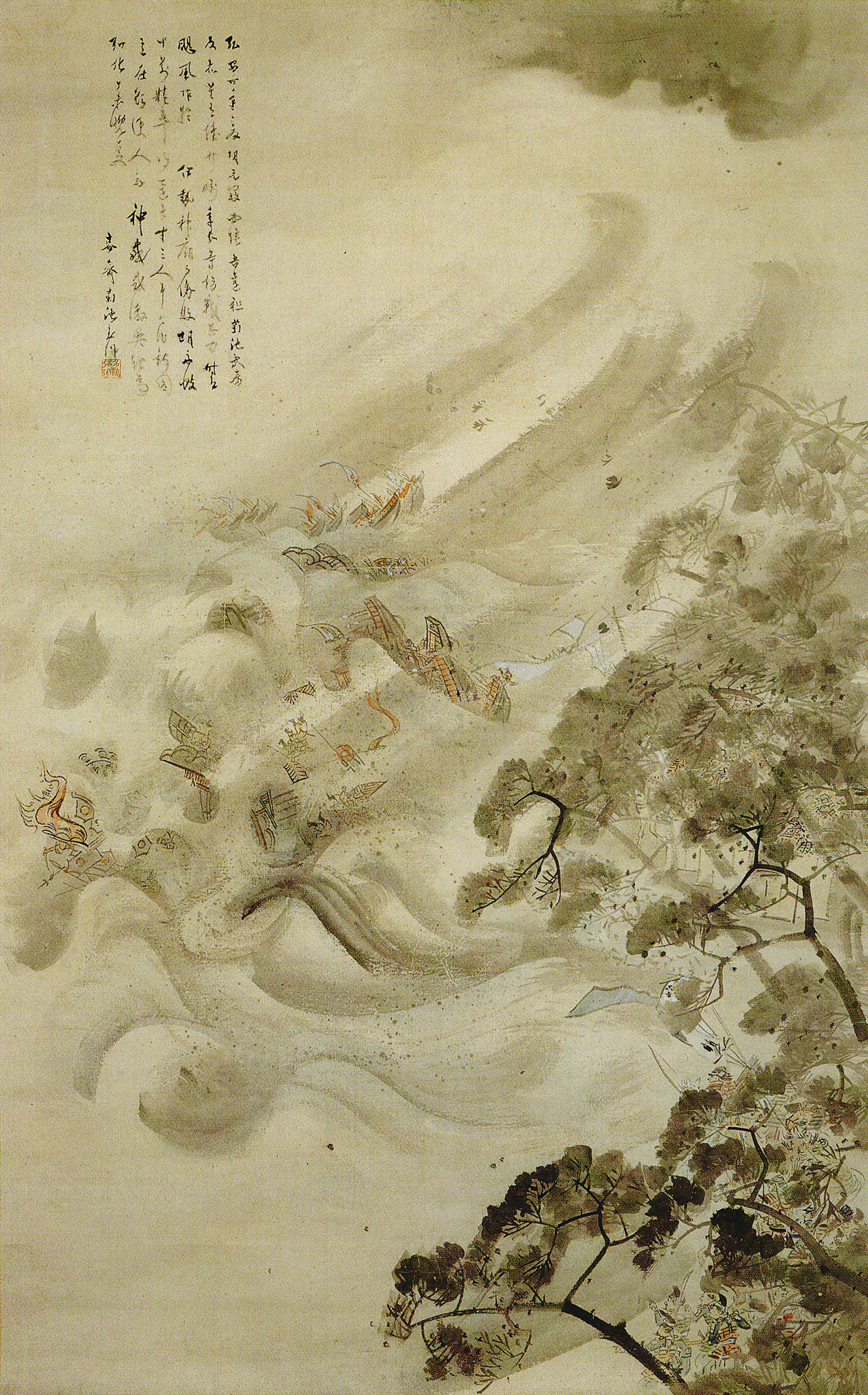
日本画家菊池容斎(1788-1878)没。画像は東京国立博物館所蔵『蒙古襲来図』。

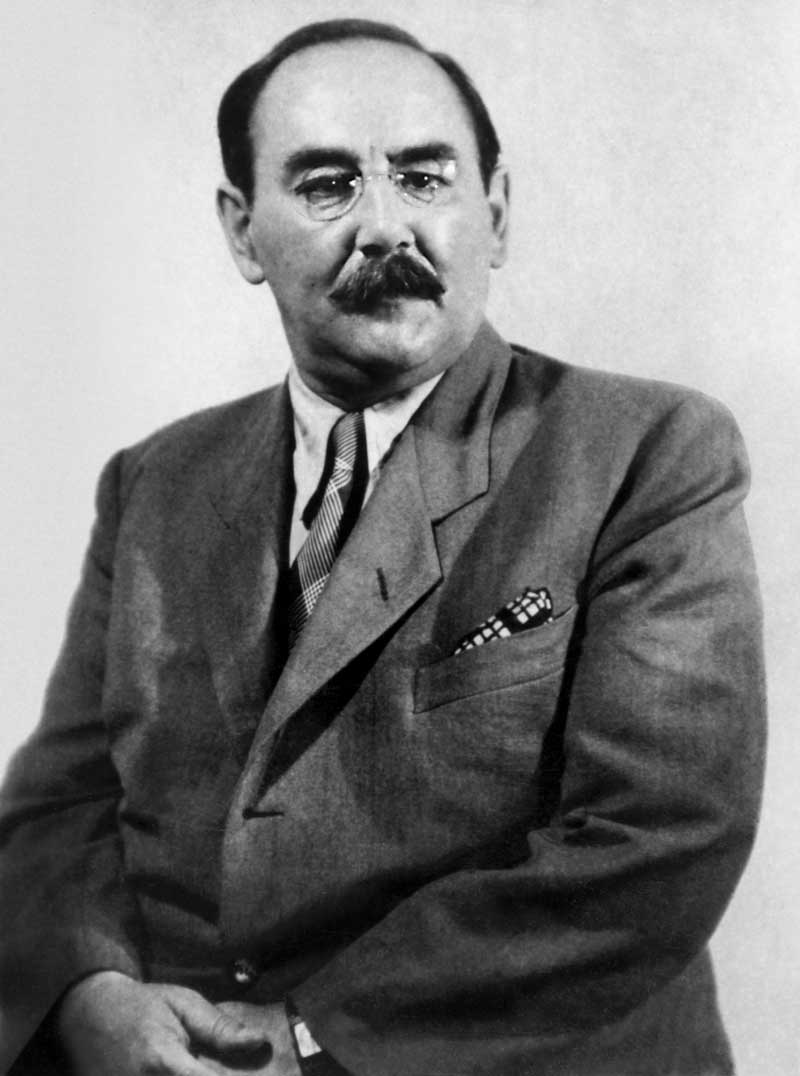
ハンガリーの政治家ナジ・イムレ(1896-1958)KGBの秘密裁判で絞首刑に。1989年に名誉回復。

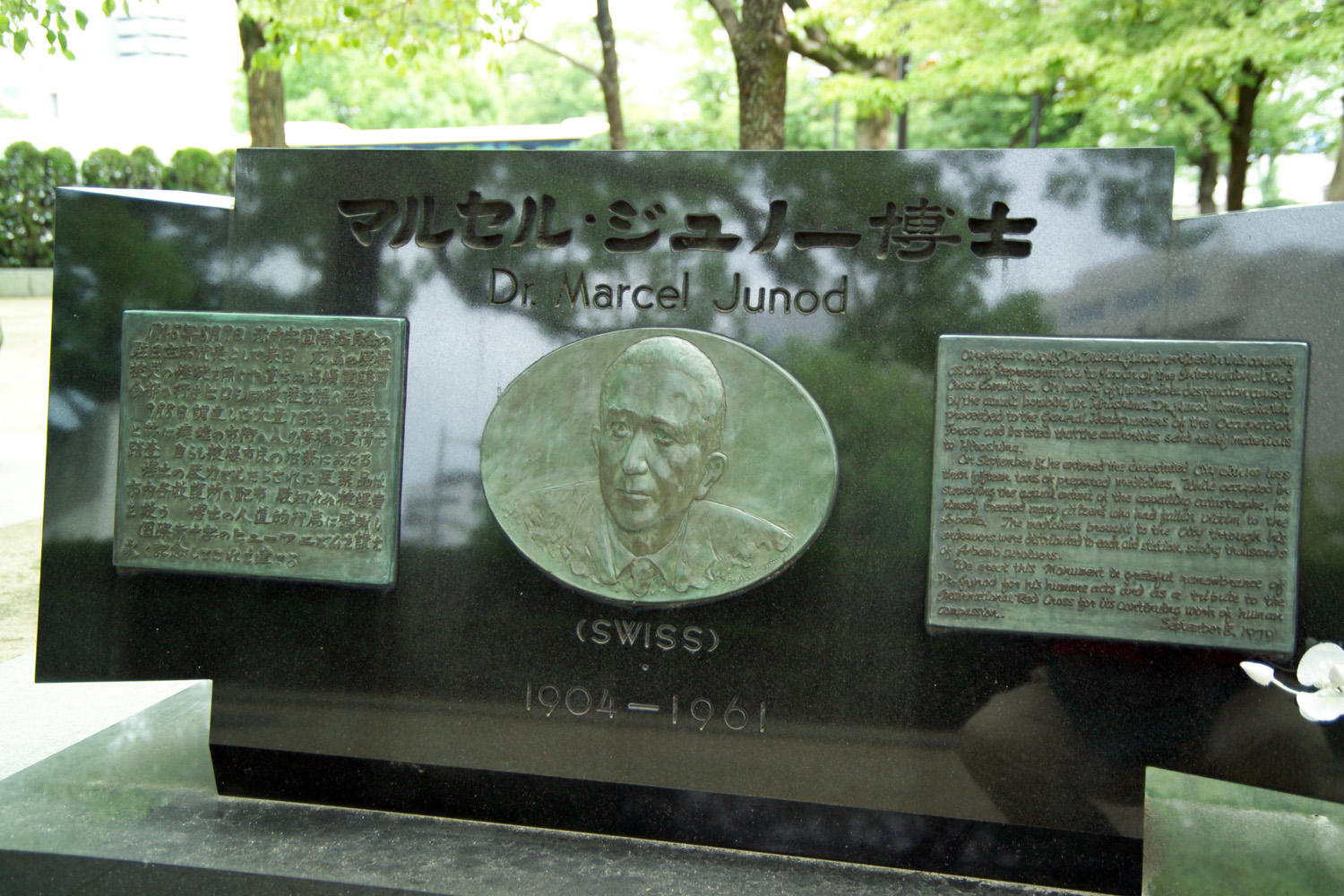
赤十字国際委員会の派遣員を務めた医師マルセル・ジュノー(1904-1961)没。画像は広島平和記念公園にある記念碑

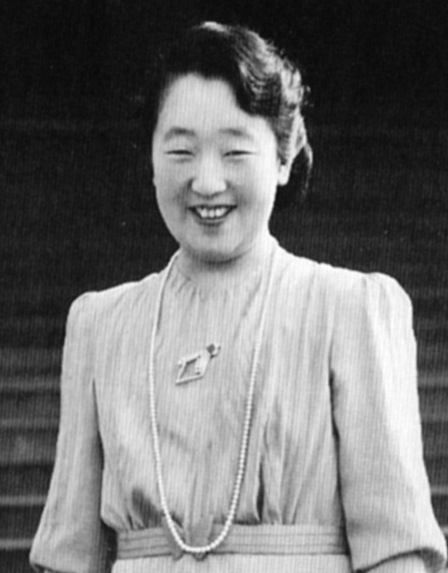
昭和天皇の皇后、香淳皇后(1903-2000)崩御。

- 1185年 - リクサ、カスティーリャ王アルフォンソ7世の妃（* 1140年）
- 1295年（永仁3年5月3日） - 佐々木氏信、鎌倉時代の武将（* 1220年）
- 1460年（長禄4年5月27日） - 斎藤利永、美濃国守護代
- 1581年（天正9年5月15日） - 今福友清、戦国武将
- 1671年 - スチェパン・ラージン、ロシア帝国への抵抗運動指導者として知られるコサック頭領（* 1630年）
- 1742年 - ルイーズ・エリザベート、スペイン王ルイス1世の妃（* 1709年）
- 1743年 - ルイーズ・フランソワーズ、コンデ公ルイ3世の妻（* 1673年）
- 1782年（天明2年5月6日） - 細井九皋、書家、篆刻家（* 1711年）
- 1799年（寛政11年5月13日） - 市川團十郎 (6代目)、歌舞伎役者（* 1778年）
- 1804年 - ヨハン・アダム・ヒラー、作曲家（* 1728年）
- 1812年 - フランツ・プフォル、画家（* 1788年）
- 1824年 - シャルル＝フランソワ・ルブラン、フランス第一帝政期の政治家（* 1739年）
- 1848年 - ルートヴィヒ2世、ヘッセン大公（* 1777年）
- 1858年 - ジョン・スノウ、イギリスの麻酔医師（* 1813年）
- 1862年（文久2年5月19日） - 秀ノ山雷五郎、大相撲第9代横綱（* 1808年）
- 1869年 - チャールズ・スタート（英語版）、イギリス軍将校、探検家（* 1795年）
- 1878年 - 菊池容斎、日本画家（* 1788年）
- 1894年 - 鈴木岩治郎、実業家、鈴木商店創業者（* 1837年）
- 1901年 - ヘルマン・グリム、文化史家（* 1828年）
- 1919年 - 関根正二、画家（* 1899年）
- 1920年 - 鴻池幸富、江戸・明治・大正期の豪商、鴻池財閥の初代総帥（* 1841年）
- 1925年 - 矢嶋楫子、女子教育者、社会事業家（* 1833年）
- 1944年 - マルク・ブロック、歴史学者（* 1886年）
- 1944年 - 小早川欣吾、法学者（* 1900年）
- 1952年 - アンドリュー・ローソン、地質学者（* 1861年）
- 1953年 - 工藤鉄男、行政管理庁長官（* 1875年）
- 1958年 - ナジ・イムレ、第3・第5代ハンガリー首相（* 1896年）
- 1959年 - 金森徳次郎、憲法担当国務大臣、初代国立国会図書館長（* 1886年）
- 1959年 - ジョージ・リーヴス、俳優（* 1914年）
- 1961年 - マルセル・ジュノー、麻酔医師、赤十字国際委員会副委員長（* 1904年）
- 1966年 - 仲町貞子、作家（* 1894年）
- 1968年 - 林呈禄、小説家（* 1886年）
- 1970年 - ヘイノ・エッレル、作曲家（* 1887年）
- 1970年 - シドニー・チャップマン、地球物理学者、天文学者（* 1888年）
- 1971年 - 松永安左エ門、実業家（* 1875年）
- 1971年 - 千葉益子、美容師（* 1898年）
- 1972年 - 土倉宗明、政治家（* 1889年）
- 1975年 - 坂口二郎、実業家、初代ユニチカ社長（* 1895年）
- 1975年 - ドン・ロビー、レコード会社経営者、音楽プロデューサー（* 1903年）
- 1976年 - 井野川利春、プロ野球選手、監督、審判員（* 1908年）
- 1977年 - ヴェルナー・フォン・ブラウン、工学者、ロケット技術者（* 1912年）
- 1979年 - ニコラス・レイ、映画監督（* 1911年）
- 1981年 - ジュール・グレゴリー・チャーニー、気象学者（* 1917年）
- 1984年 - ジョン・ランドール、物理学者（* 1905年）
- 1984年 - 湯山勇、政治家（* 1912年）
- 1984年 - 宮下義雄、元プロ野球選手（* 1916年）
- 1985年 - 木村栄一、実業家、第５代木村屋總本店社長、初代全日本パン協同組合連合会会長、元日本パン工業会会長（* 1909年）
- 1986年 - モーリス・デュリュフレ、作曲家（* 1902年）
- 1987年 - ヨーン・ミカエルソン、陸上競技選手（* 1913年）
- 1987年 - 鶴田浩二、俳優（* 1924年）
- 1988年 - 松尾吾策、政治家、元岐阜市長（* 1903年）
- 1988年 - 石沢英太郎、推理小説家（* 1916年）
- 1989年 - 水上達三、実業家（* 1903年）
- 1990年 - トーマス・カウリング、天文学者（* 1906年）
- 1991年 - 山本猛夫、実業家、山善創業者（* 1921年）
- 1992年 - 白浜ワカ、スーパーセンテナリアン（* 1878年）
- 1996年 - 島田一男、小説家（* 1907年）
- 1996年 - 杉兵助、コメディアン（* 1916年）
- 1997年 - 住井すゑ、小説家（* 1902年）
- 1997年 - 渡辺栄一、政治家、酒造家（* 1918年）
- 1999年 - 柳澤壽男、映画監督（* 1916年）
- 1999年 - スクリーミング・ロード・サッチ、ロックンロール歌手（* 1940年）
- 2000年 - 香淳皇后、皇族、昭和天皇の皇后（* 1903年）
- 2000年 - 長持栄吉、元プロ野球選手（* 1918年）
- 2003年 - 菊池渙治、政治家、元青森県むつ市長（* 1919年）
- 2003年 - 五代目春風亭柳昇、落語家（* 1920年）
- 2004年 - ハーマン・ゴールドスタイン、数学者、計算機科学者（* 1913年）
- 2005年 - 奥崎謙三、政治活動家（* 1920年）
- 2006年 - 前田健治、警察官僚、元警視総監（* 1939年）
- 2007年 - 渡辺襄、新聞記者、元毎日新聞社社長（* 1926年）
- 2008年 - マーリオ・リゴーニ・ステルン、小説家（* 1921年）
- 2008年 - 山田鐐一、法学者、名古屋大学名誉教授（* 1922年）
- 2009年 - チャーリー・マリアーノ、ジャズサクソフォーン奏者（* 1923年）
- 2009年 - 佐藤道輔、高校野球指導者（* 1938年）
- 2009年 - 金澤史男、経済学者（* 1953年）
- 2010年 - ロナルド・ニーム、映画監督、脚本家（* 1911年）
- 2010年 - ビル・ディクソン、ジャズトランペッター（* 1925年）
- 2011年 - 藤嶋清多、政治家、元群馬県前橋市長（* 1923年）
- 2012年 - ナーイフ・ビン・アブドゥルアズィーズ、サウジアラビアの王太子（* 1934年）
- 2013年 - オットマール・ヴァルター、サッカー選手（* 1924年）
- 2013年 - ヨジップ・クゼ、サッカー選手、指導者（* 1952年）
- 2014年 - トニー・グウィン、元プロ野球選手（* 1960年）
- 2015年 - 石川敏治、政治家、元愛知県高浜市長（* 1912年）
- 2015年 - 梶山俊夫、絵本作家（* 1935年）
- 2016年 - 守田比呂也、俳優（* 1924年）
- 2016年 - 曽根晴美、俳優、映画プロデューサー（* 1937年）
- 2016年 - 米沢隆、政治家（* 1940年）
- 2016年 - ヘレン・ジョアンヌ・"ジョー"・コックス、政治家、英国庶民院議員（* 1974年）
- 2016年 - 加藤広史、漫画家、歴史漫画家（* 生年不詳）
- 2017年 - ヘルムート・コール、政治家、元ドイツ首相（* 1930年）
- 2017年 - ジョン・G・アヴィルドセン、映画監督（* 1935年）
- 2017年 - 月田秀子、ファド歌手（* 1951年）
- 2017年 - スティーヴン・ファースト、俳優、声優（* 1954年）
- 2017年 - 河野昌人、元プロ野球選手（* 1978年）
- 2018年 - ゲンナジー・ロジェストヴェンスキー、指揮者（* 1931年）
- 2019年 - 第14代沈壽官、陶芸家、薩摩焼名跡（* 1926年）
- 2019年 - ヴォルフガング・ダンネ、フィギュアスケート選手、1968年グルノーブルオリンピック銅メダリスト（* 1941年）
- 2019年 - スーザン・ピット、画家、アニメーター（* 1943年）
- 2020年 - 五島勉、作家、ルポライター（* 1929年）
- 2020年 - 足立祐二、ギタリスト（DEAD END）、ミュージシャン（* 1964年）
- 2021年 - 清水仁、実業家、元東京急行電鉄（現東急）社長（* 1931年）
- 2022年 - ユーリ・フェドートフ、外交官、元国連薬物犯罪事務所事務局長（* 1947年）
- 2022年 - ティム・セイル、アメリカン・コミックス作家（* 1956年）
- 2023年 - ダニエル・エルズバーグ、経済学者、平和運動家（* 1931年）
- 2023年 - 鎌倉矩子、医学者（* 1939年）
- 2023年 - 北別府学、プロ野球選手（* 1957年）
- 2023年 - 坂見誠二、ストリートダンサー、振付師（* 1958年）
- 2024年 - ポール・シュメトフ、建築家、都市計画家（* 1928年）
- 2024年 - 山田昌、女優（* 1930年）
- 2024年 - 杉田弘子、比較文学者、哲学者、武蔵大学名誉教授（* 1935年）
- 2024年 - ロバート・シュール、長距離走選手、1964年東京五輪金メダリスト（* 1937年）
- 2024年 - 今泉利拓、政治家、元茨城県行方郡潮来町（現潮来市）長（* 1939年）
- 2024年 - 島田源太郎、プロ野球選手（* 1939年）
- 2024年 - 石川良一、政治家、元東京都稲城市長（* 1952年）
- 2025年 - 東ゆめ子、漫才師（東京太・ゆめ子）（* 1944年）
- 2025年 - コレステくん、ダンサー、お笑い芸人（* 1984年）

## 記念日・年中行事

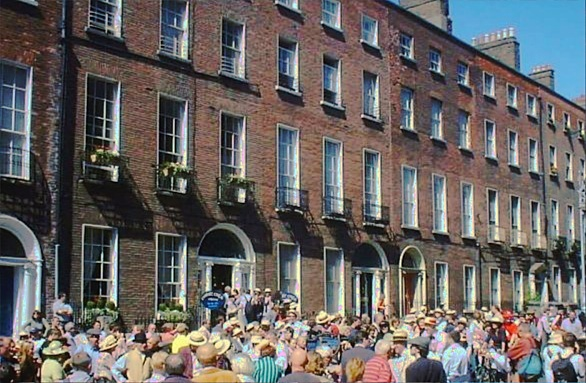
ブルームの日1904年6月16日単日の出来事を描いたジェイムズ・ジョイスの小説『ユリシーズ』を記念する。

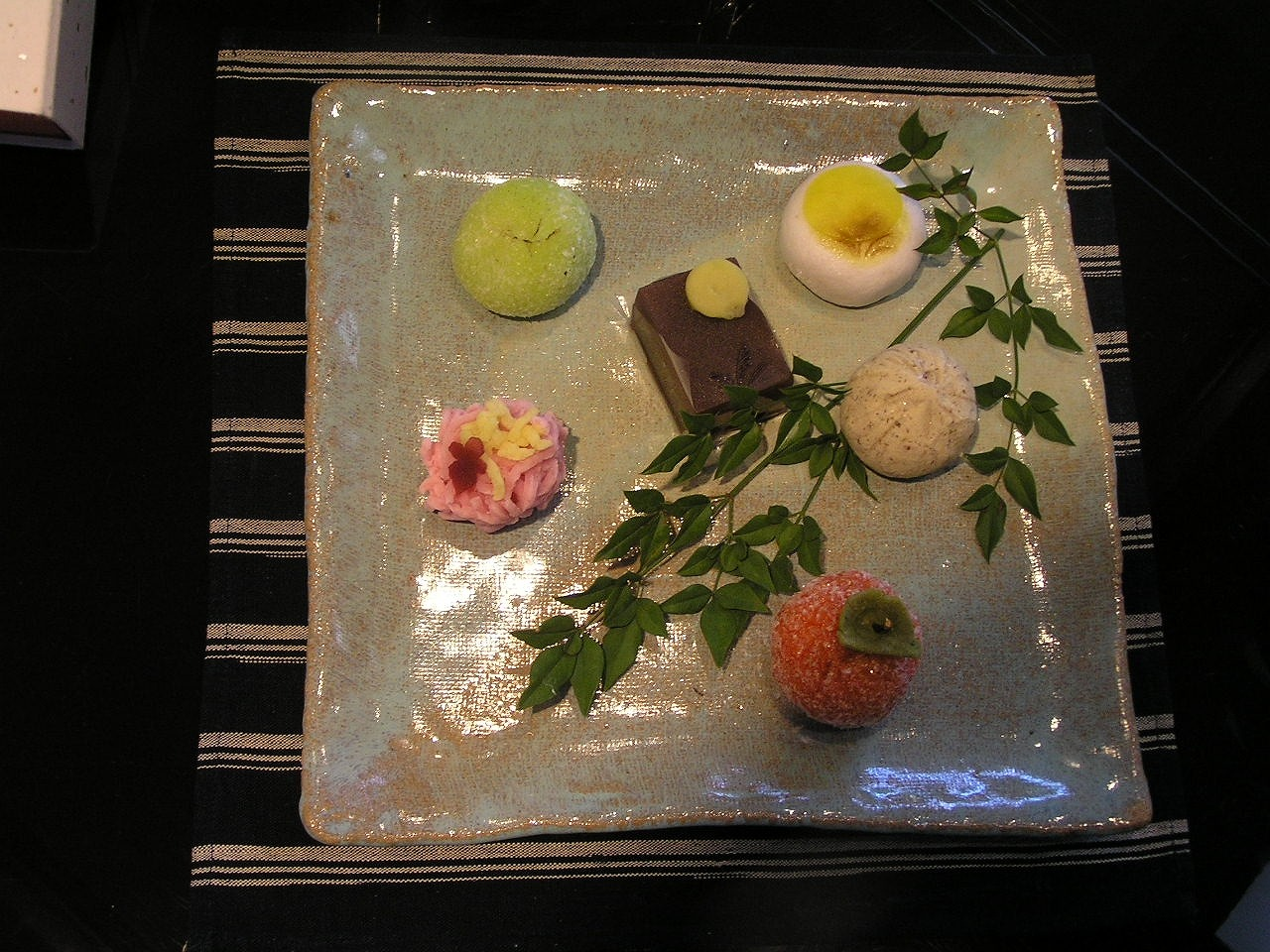
和菓子の日

- アフリカの子どもの日（ 世界）
アフリカ統一機構（現 アフリカ連合）が1991年に制定。1976年のこの日、黒人学生のデモによって始まったソウェト蜂起にちなむ[5]。
- ブルームの日（ 世界）
ジェイムズ・ジョイスの小説『ユリシーズ』では、1904年6月16日の1日の間に起こった出来事を描写している。ブルームは『ユリシーズ』の主人公の名前である。
- 青年の日（ 南アフリカ共和国）
1976年のソウェト蜂起にちなむ[6]。
- 教師の日（ タイ）
生徒たちが日頃お世話になっている先生方に感謝の気持ちや敬意を示す日[7]。
- 和菓子の日（ 日本）
全国和菓子協会が1979年に制定。848年、疫病退散を祈念するため元号を「嘉祥」と改元し6月16日に16の数にちなんだ菓子・餅を神前に供えたという「嘉祥菓子」の故事に由来。
- ケーブルテレビの日（ 日本）
郵政省が1991年に制定。1972年のこの日に有線テレビジョン放送法が成立したことを記念。なお、日本初のケーブルテレビは、1955年、伊香保温泉で難視聴対策として誕生した[8]。
- 麦とろの日（ 日本）
6と16の語呂合わせでムギトロから。
- 無重力の日（ 日本）
三井砂川炭鉱跡を利用した「地下無重力実験センター」（2003年に閉鎖）が町内にあった北海道上砂川町が1991年3月に制定。「む(6)じゅう(10)りょく(6)」の語呂合せ。
- スペースインベーダーの日（ 日本）
1978年のこの日にビデオゲーム「スペースインベーダー」が発表会にて初御披露目されたことを記念。2018年その40周年であるのを記念してタイトーが、日本記念日協会に申請して認定を受けた[9]。